# إيرل أو. لاثام
إيرل أو. لاثام (بالإنجليزية: Earle O. Latham)‏ هو مصرفي أمريكي، ولد في 1908، وتوفي في 1999.